# Paul Fischer

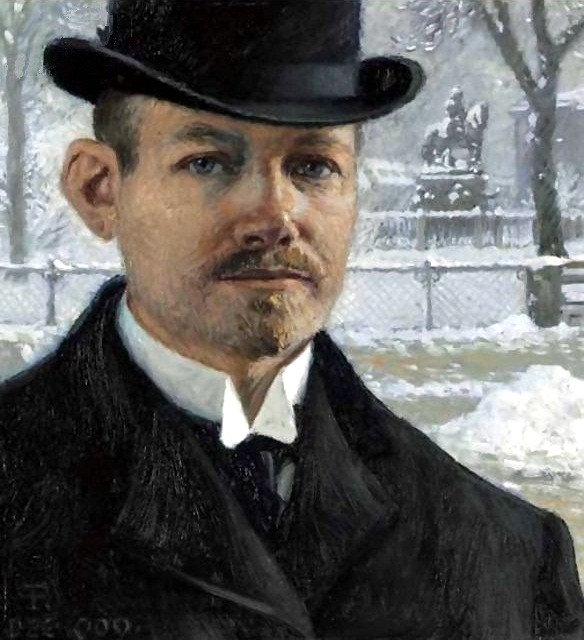
Paul Fischer, zelfportret, 1909

Poul Gustav Fischer, bekend als Paul Gustave Fischer (Kopenhagen, 22 juli 1860 - Gentofte, 5 januari 1934) was een Deens kunstschilder.

## Leven en werk
Paul Gustave heette eigenlijk Poul Gustav, maar verfranste zijn voornamen. Hij stamde uit een van oorsprong Joods-Poolse familie. Hij volgde twee jaar een opleiding aan de Koninklijke Deense Kunstacademie in Kopenhagen, maar maakte die niet af. Hij begon al tijdens die opleiding serieus te schilderen, begeleid door zijn vader Philip August Fischer (1817-1907). Die was een succesvolle ondernemer die een schildersbedrijf en een verf- en lakfabriek bezat, maar had eigenlijk kunstschilder willen worden. Twee van zijn acht kinderen lukte dit wel: Pauls oudere broer August Fischer (1854-1921) werd bekend als landschaps- en architectuurschilder. 
Nadat een schilderij van Paul Fischer was afgedrukt in het literaire tijdschrift Ude og Hjemme, spreekbuis van Det Moderne Gennembrud (De Moderne Doorbraak), groeide zijn reputatie en kwam hij in contact met jonge naturalistische schilders. Na een verblijf in Parijs tussen 1891 en 1895 veranderde zijn stijl richting impressionisme en viel hij met name op door zijn frisse en heldere kleurgebruik. Fischer bouwde tussen 1890 en 1910 een reputatie op als schilder van stadsgezichten, vaak van Kopenhagen, maar ook van steden in andere Scandinavische landen, Duitsland en Italië.
Ondanks de populariteit van zijn werk duurde het relatief lang voordat critici zijn werk serieus namen: hij kreeg zelfs de denigrerende bijnaam postkortmaleren (de ansichtkaartenschilder). De invloedrijke Deense kunsthistoricus Emil Hannover (1864-1923) prees zijn vermogen om harmonie en evenwicht te scheppen in zijn schilderijen, maar voegde daaraan toe dat Fischers werk "verder nooit meer dan de helft biedt van wat men van een kunstwerk mag verwachten". 
Eervoller was de benaming Københavns maler (de schilder van Kopenhagen) waarmee hij tot op de huidige dag wordt aangeduid vanwege de vele stadsgezichten die hij maakte. Gaandeweg kwam er steeds meer waardering voor het gebruik van licht en kleur in Fischers schilderijen. Later werd hij ook bekend door zijn genrestukken naar het voorbeeld van Carl Larsson en door naakttaferelen van jonge vrouwen op het strand en in de duinen. Hij maakte ook affiches in de stijl van Henri Toulouse-Lautrec en Théophile-Alexandre Steinlen.
Een moment van glorie beleefde Fischer toen koning Haakon VII van Noorwegen hem opdracht verleende een schilderij te maken voor de viering van de zelfstandigheid van Noorwegen, dat zich in 1905 afsplitste van Zweden. Verwacht was dat die opdracht naar de veel beroemdere Laurits Tuxen zou gaan.

## Galerij

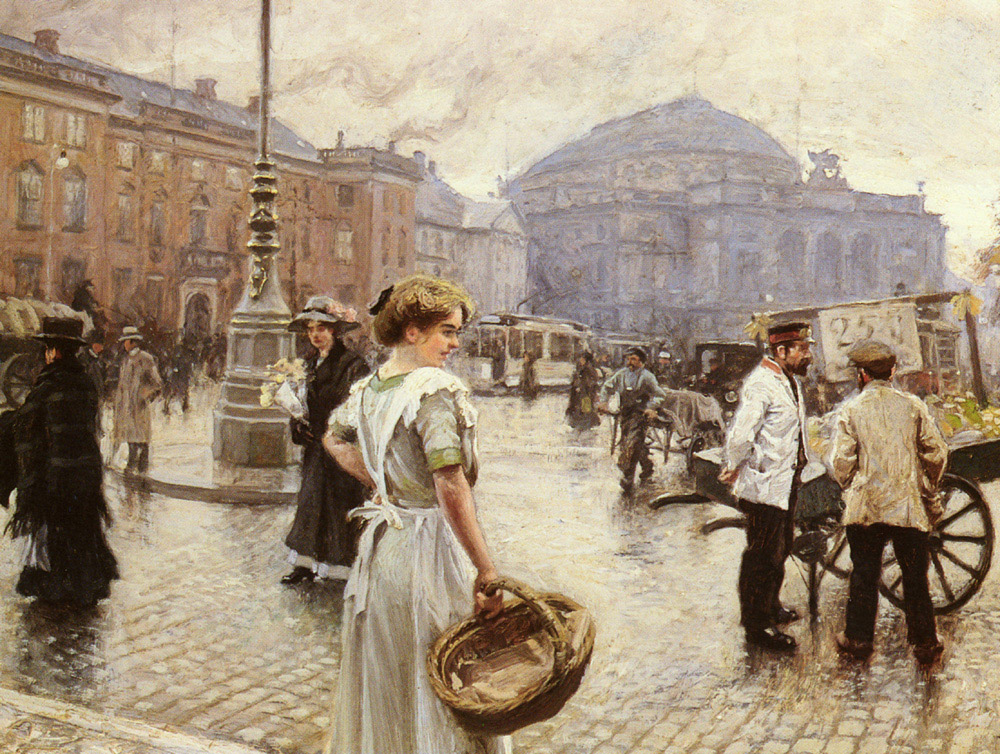
Gezicht op Kongens Nytorv
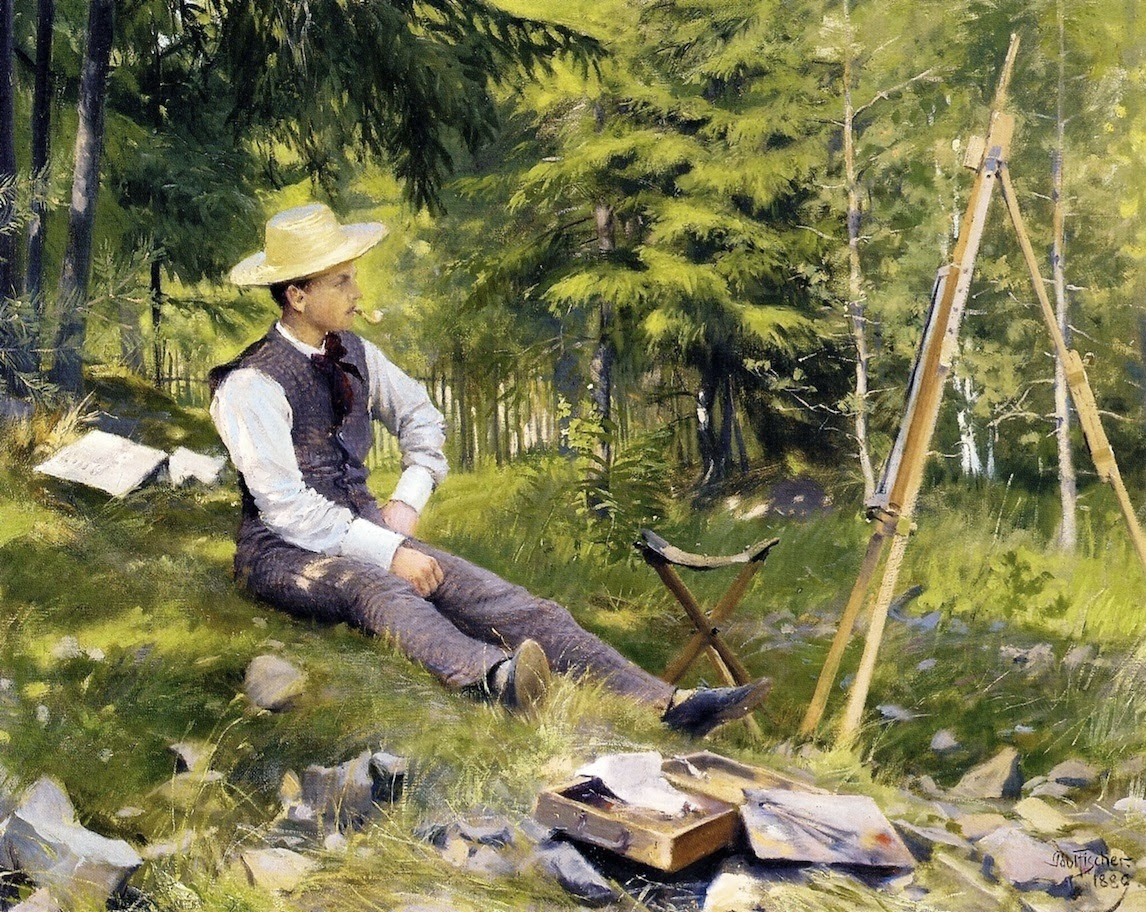
De kunstenaar en zijn ezel, 1889
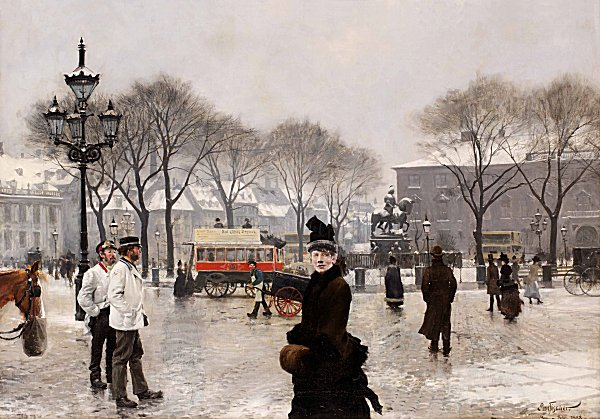
Kongens Nytorv gezien vanuit Hotel d’Angleterre, 1888
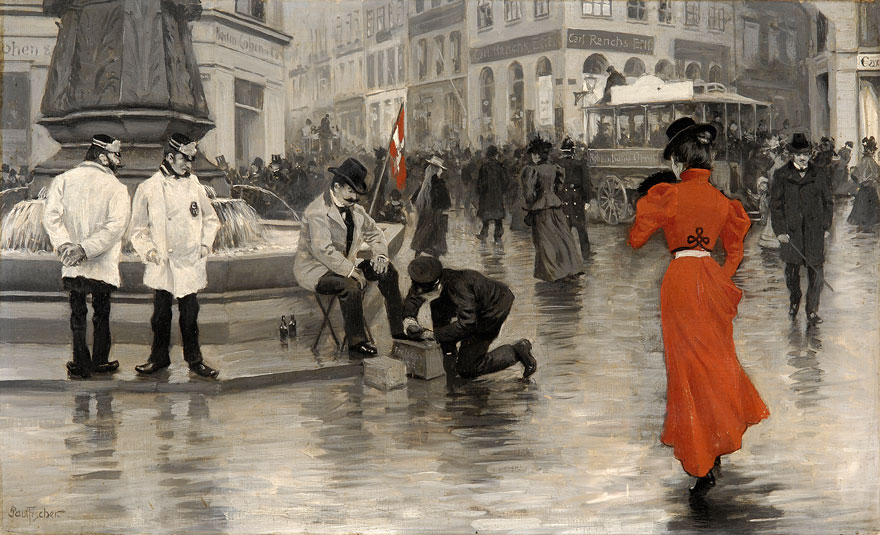
Dame in het rood (Højbro Plads), ca. 1895
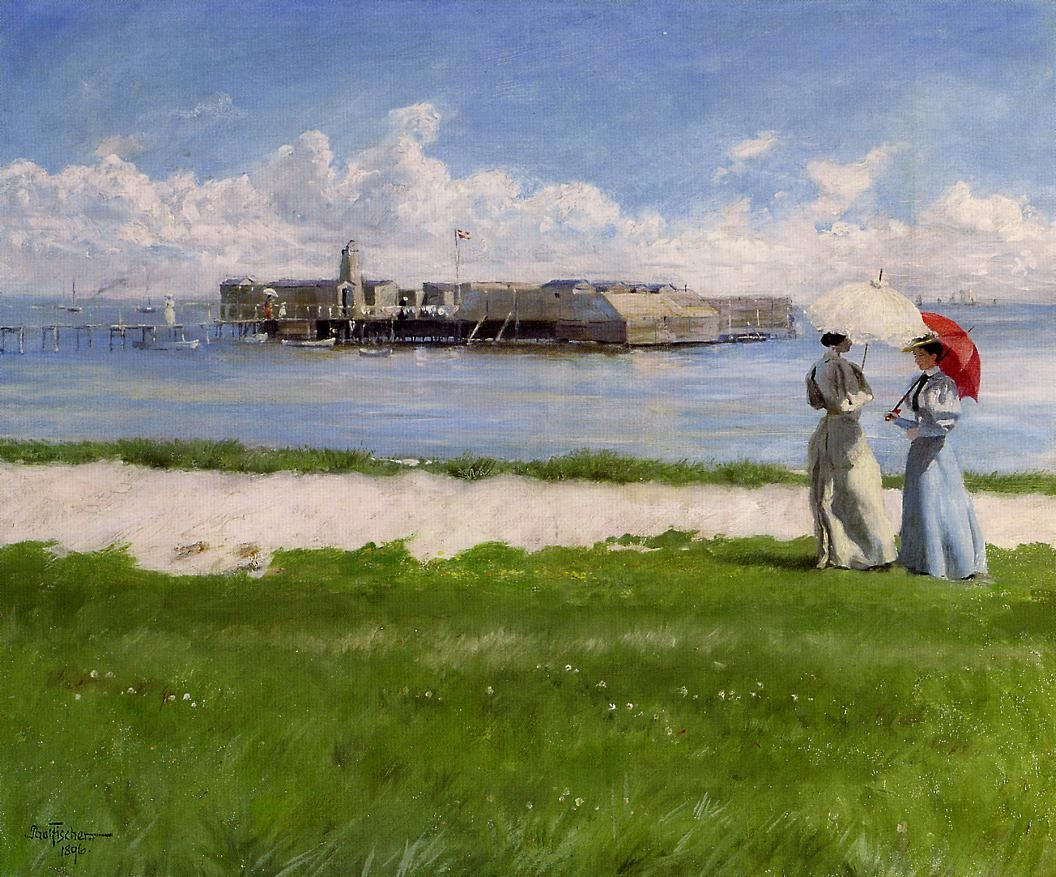
De conversatie, Helgoland, 1896
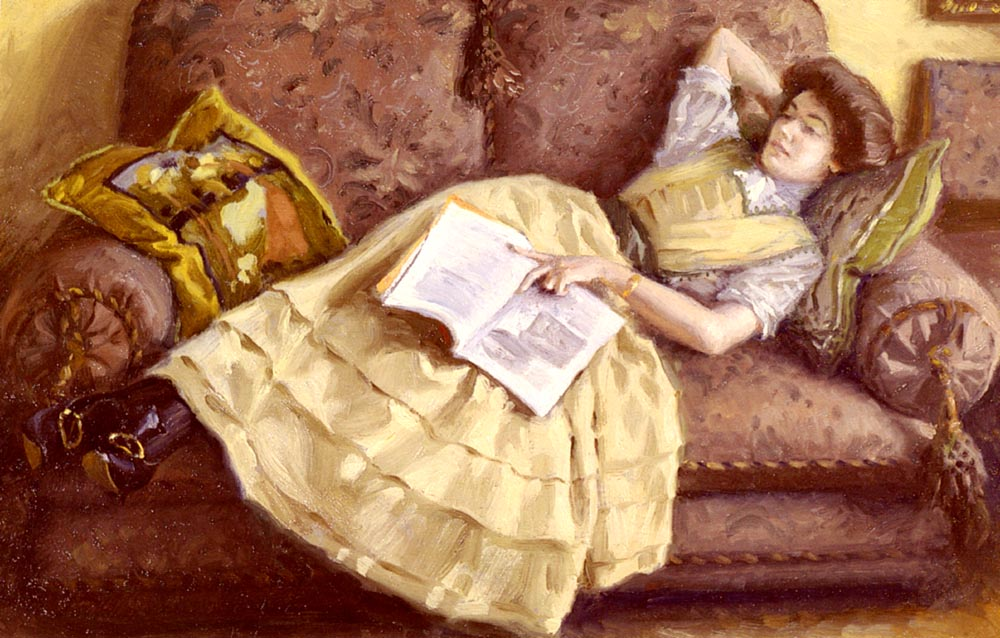
Dagdromen, ca. 1905
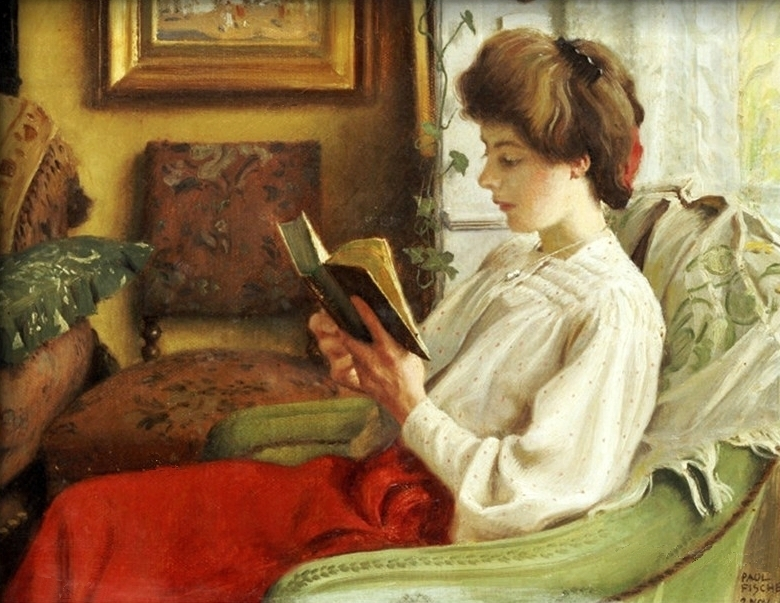
Een goed boek, 1905
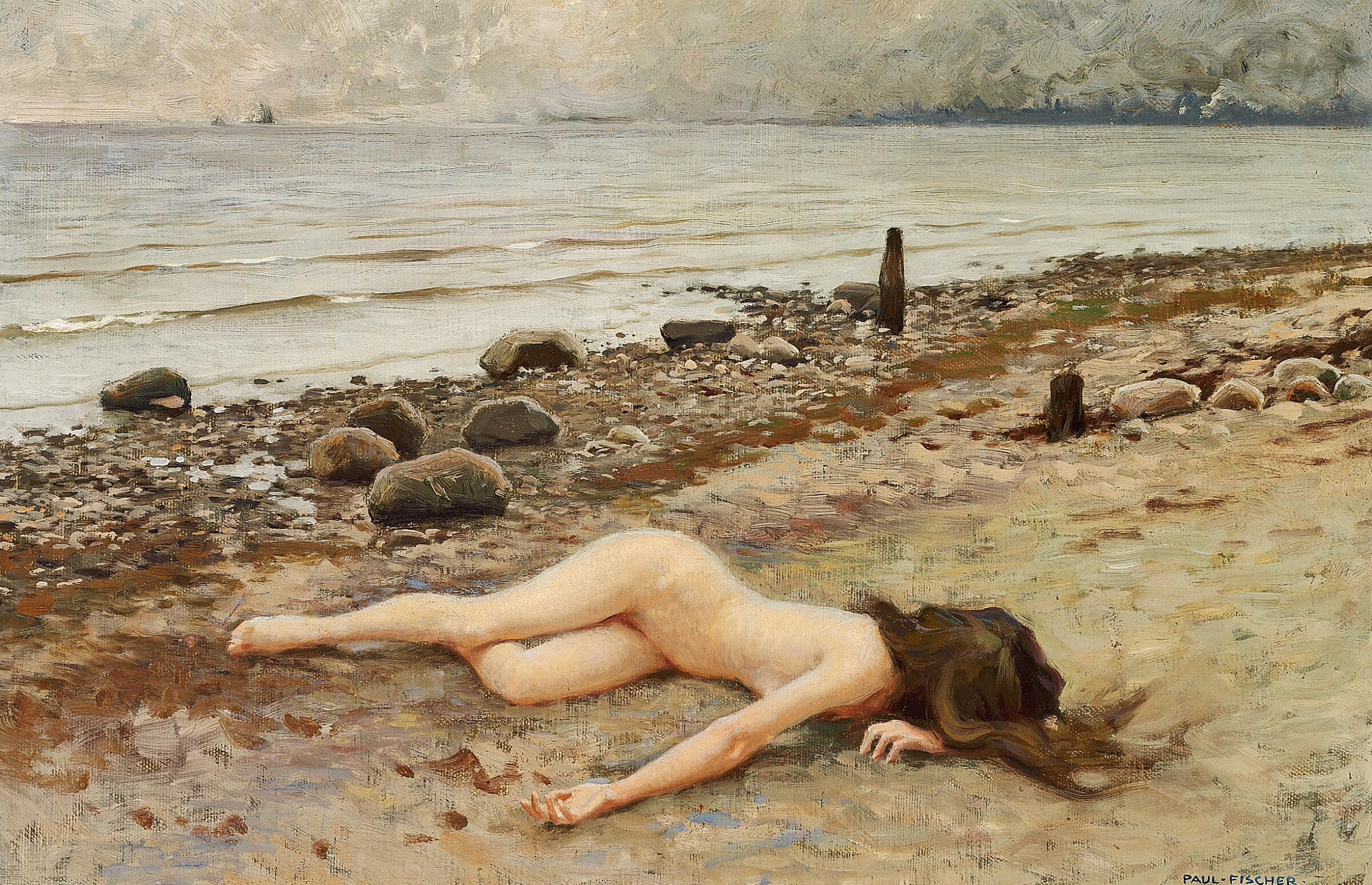
"Aangespoeld". Jong naakt meisje op een strand, 1906
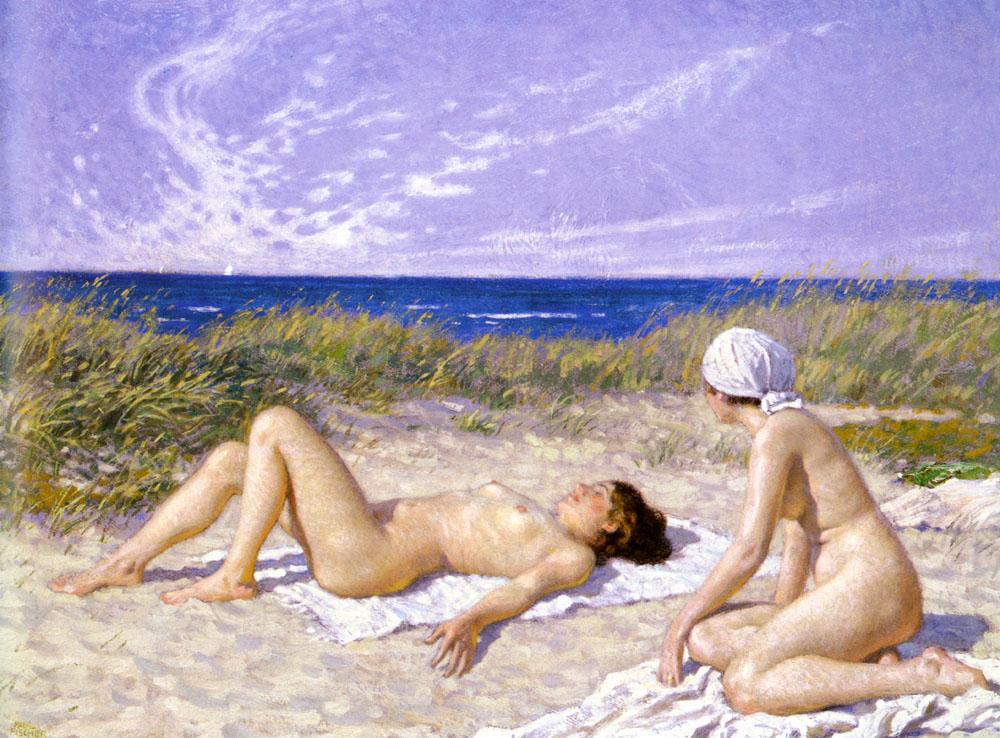
Zonnebaden in de duinen, 1916
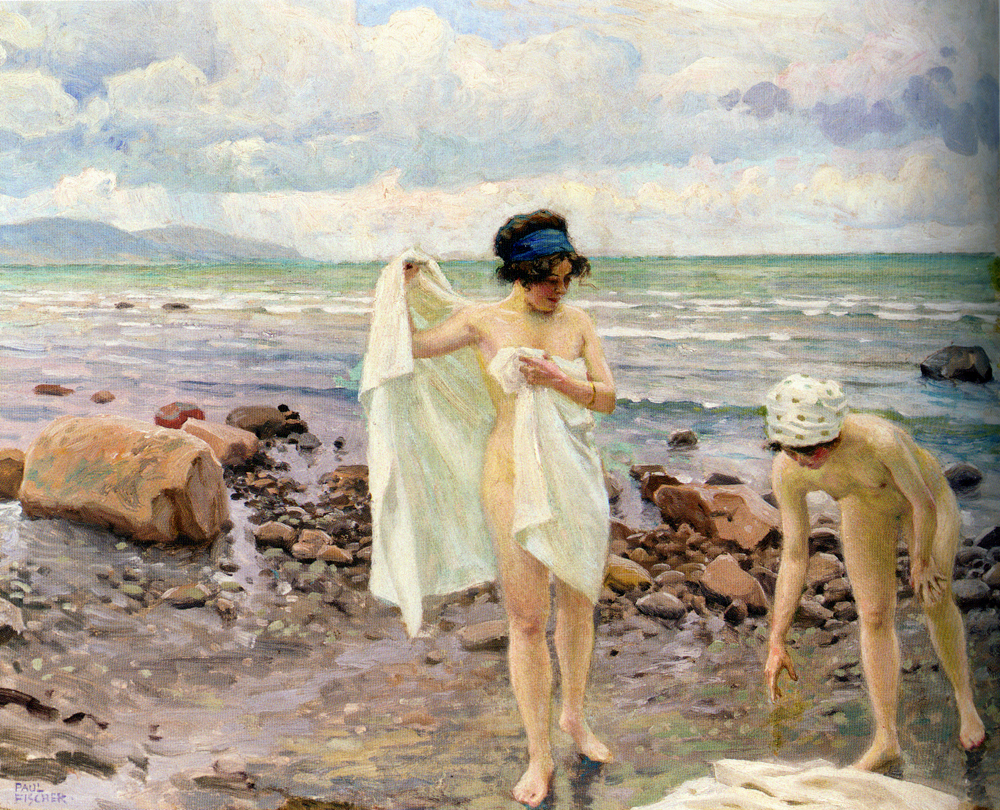
Badende vrouwen (De baders), 1916
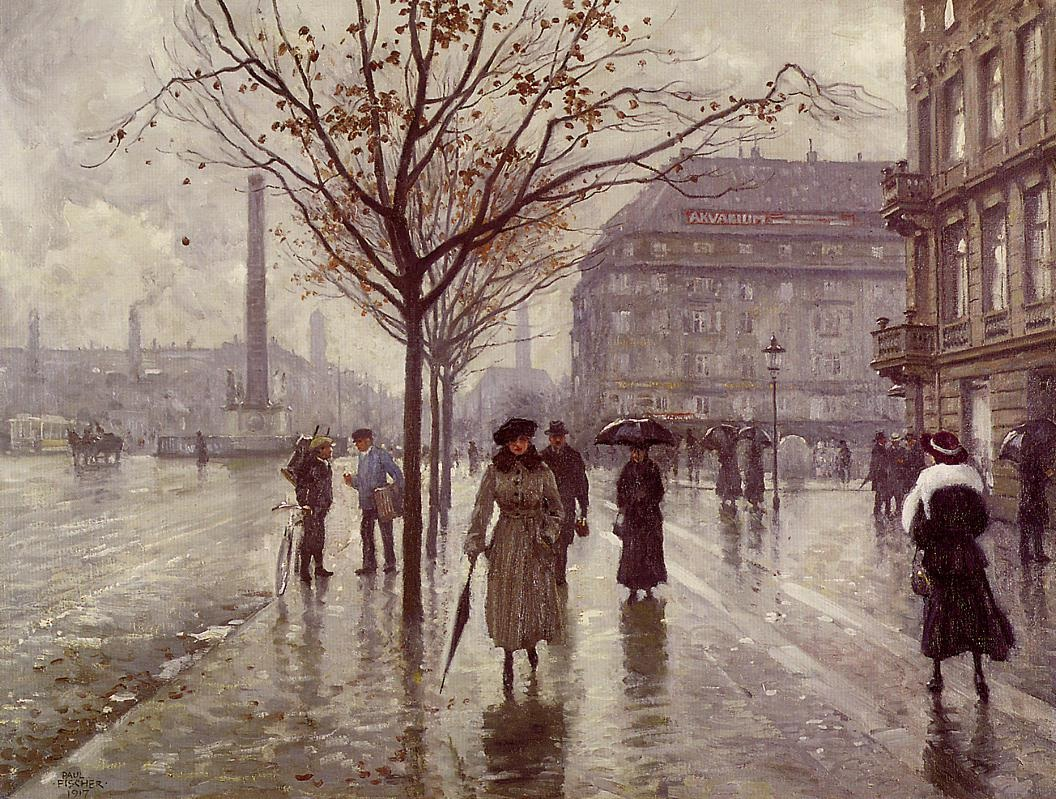
Vesterbrogade, 1917
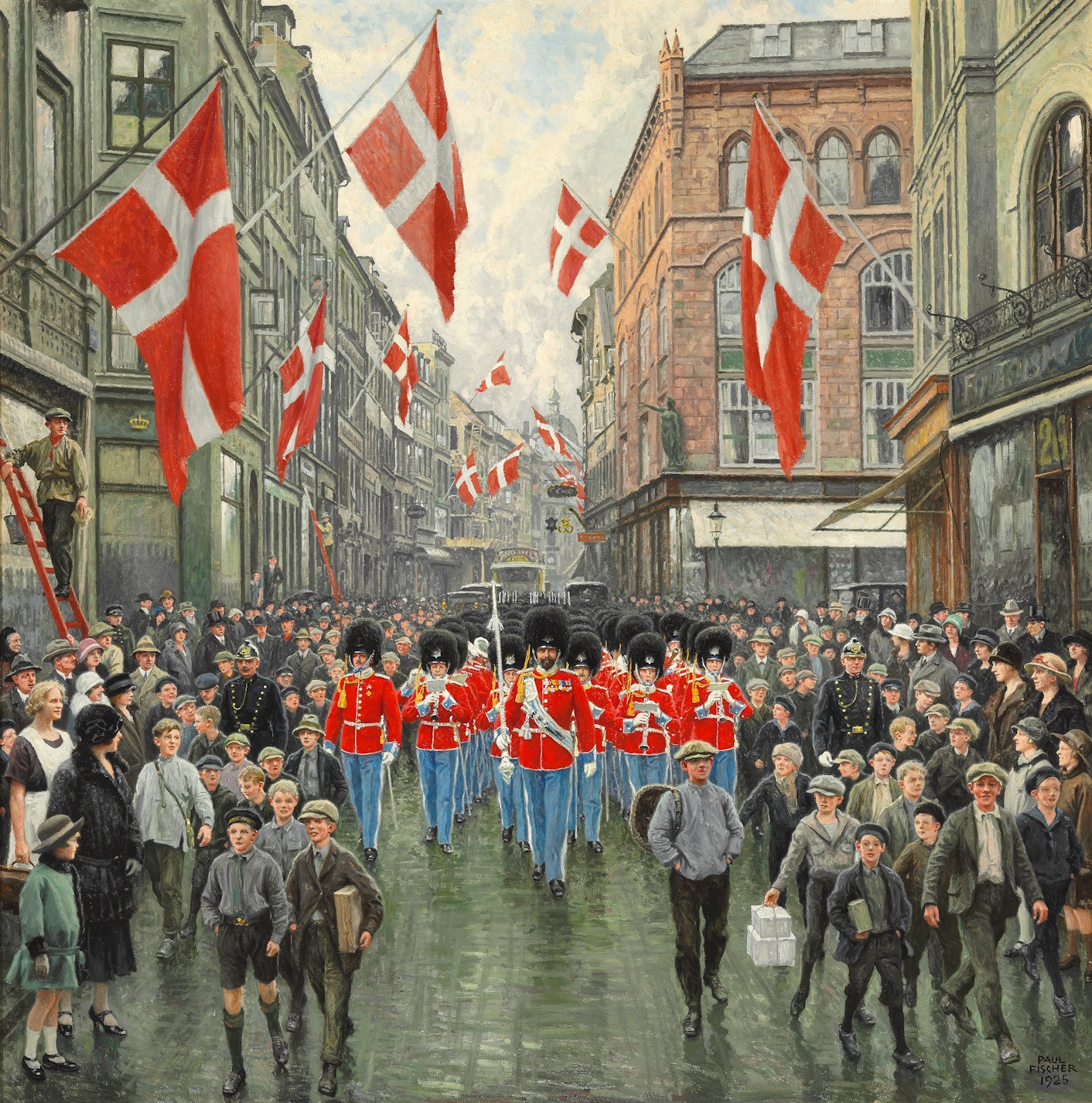
Koningsverjaardag, 1925

## Persoonlijk
Fischer trouwde in 1886 met Dagny Grønneberg (1867-1920). Na hun scheiding hertrouwde hij in 1914 met de concertzangeres Martha Vilhelmine Jensen (1888-1966). Hij stierf in 1934 in Gentofte op 73-jarige leeftijd.

## Postuum
In 1921 schonk Julie Bagge, de weduwe van Jacob Hegel, directeur-eigenaar van uitgeverij Gyldendal, zijn kunstcollectie met onder meer vijftien werken van Paul Fischer, aan de gemeente Gentofte. Ze werden ondergebracht in Øregaard Museum in Hellerup en vormden in 2003-2004 de kern van een aan Fischer gewijde tentoonstelling.
De schilderijen van Fischer hebben hun populariteit bij particuliere kunstkopers behouden. Het schilderij Koningsverjaardag bracht in september 2019 op een veiling 2,1 miljoen DKK op.
De heropeningstentoonstelling van het vernieuwde Københavns Museum in 2020 werd aan Fischer gewijd onder de titel Paul Fischer - Byen i det bedste lys / Copenhagen in the best possible light.